# Goniada multidentata
Goniada multidentata är en ringmaskart som beskrevs av Arwidsson 1899. Goniada multidentata ingår i släktet Goniada och familjen Goniadidae. Utöver nominatformen finns också underarten G. m. indica.